# Al-Maszari
Al-Maszari (arab. المشارع) – miejscowość w Jordanii, w muhafazie Irbid. W 2004 roku liczyła 18 282 mieszkańców.

## Położenie
Al-Maszari jest położone na wysokości od 230 do 140 metrów p.p.m., w depresji Doliny Jordanu, na północy Jordanii. Leży u wylotu Wadi ar-Rajjan do Doliny Jordanu, w odległości około 2 km na wschód od rzeki Jordan. W jego otoczeniu znajdują się wioski Al-Marza, Al-Harawijja i Az-Zimalijja.
Wzdłuż rzeki Jordan przebiega granica jordańsko-izraelska. Po stronie izraelskiej znajdują się kibuce Ma’oz Chajjim, Newe Etan, Kefar Ruppin, Sede Elijjahu i Tirat Cewi.